# Betssy Chávez
Betssy Betzabet Chávez Chino (Ciudad Nueva, 3 giugno 1989) è una politica e avvocata peruviana, dal 25 novembre al 7 dicembre 2022 presidente del Consiglio dei ministri del Perù.

## Biografia
Bettsy Chávez è nata il 3 giugno del 1989 nel distretto di Ciudad Nueva, nella regione di Tacna, in Perù.
Ha studiato legge presso l'Università nazionale Jorge Basadre Grohmann, con sede a Tacna. Durante la sua carriera è stata dirigente studentesca, periodo nel quale ha ricoperto posizioni nel centro federale, nel consiglio e nell'assemblea universitaria.
Si è laureata in giurisprudenza nel 2016. Ha poi conseguito un master in diritto, con menzione in diritto costituzionale, presso l'Università José Carlos Mariátegui.

### Carriera politica
Betssy Chávez ha affermato che il suo interesse per la politica è nato grazie al lavoro del padre come dirigente sociale di famiglie che si stabilivano nel Centro medico "Cono norte" di Tacna.

#### Congressista
Nel 2014 si è candidata col partito Alleanza per il progresso al consiglio regionale di Tacna, senza però successo. Si è candidata poi per il Congresso nel 2021 alle elezioni parlamentari, dove ha vinto il seggio con 8 472 voti.

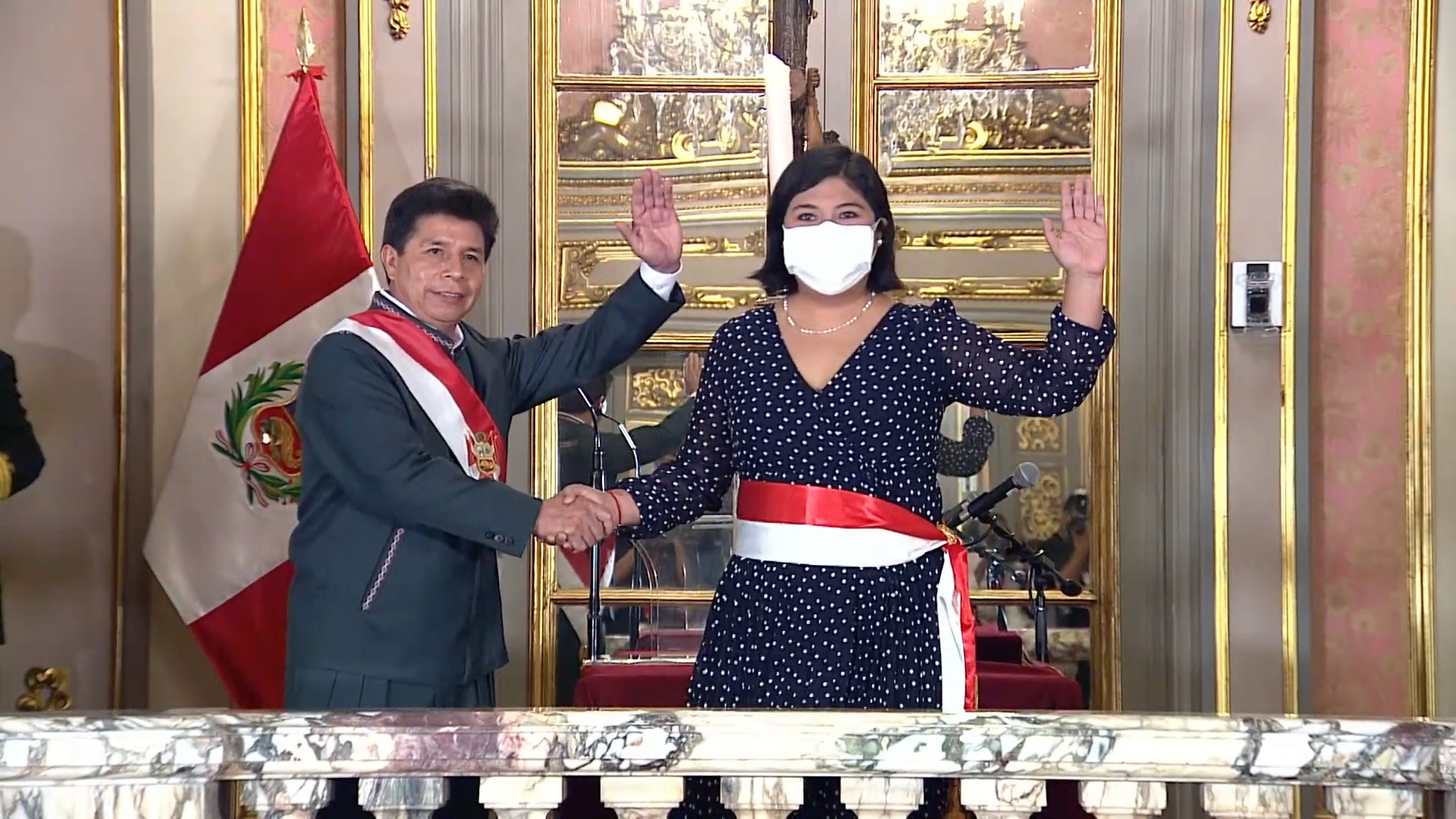
Betssy Chávez al giuramento da ministra, assieme a Pedro Castillo.

Il 22 marzo 2023 è stata sospesa dal Congresso per la sua presunta partecipazione al tentato colpo di stato del dicembre precedente, guidato dall'ex presidente Pedro Castillo. Viene nel frattempo rimpiazzata dal politico Isaac Mita.

#### Ministra del lavoro e della promozione dell'impiego
Il 6 ottobre del 2021 è nominata ministra del lavoro e della promozione dell'impiego dal presidente Pedro Castillo. È rimasta però in carica fino al 29 maggio 2022, quando ha rassegnato le proprie dimissioni a Castillo.

#### Ministra della cultura
Il 5 agosto successivo è nominata dal presidente Castillo ministra della cultura. È rimasta in carica fino al novembre dello stesso anno, venendo sostituita da Silvana Robles.

#### Presidente del Consiglio dei ministri
Il 25 novembre 2022 viene nominata dal presidente Castillo presidente del consiglio dei ministri, dopo la rinuncia del primo ministro Aníbal Torres.
Il 7 dicembre 2022, dopo il tentato colpo di stato guidato da Pedro Castillo, ha rinunciato al mandato da prima ministra dopo sole due settimane dal giuramento.